# Park skulptura Forma Prima
Park skulptura Forma Prima, kompleks skulptura u gradu Krapina, zaštićeno kulturno dobro.

## Opis dobra
Park skulptura u šumi Josipovac, neposredno uz nalazište pračovjeka na brdu Hušnjakovo, rezultat je djelovanja umjetničke kolonije Forma Prima u razdoblju od 1976. do 1982. g., čiji je cilj bio popularizirati nalazište i istovremeno suvremenim kiparima omogućiti umjetničko izražavanje nadahnuto vremenima kada je na ovom prostoru živio krapinski pračovjek. Skulpture posjeduju umjetničku vrijednost objedinjujući redukciju oblika i simboliku koja se elementarno veže uz arheološko nalazište. Osim što ukazuju na raznolikost individualnih pristupa u umjetničkoj realizaciji, skulpture i cijeli park predstavljaju jedinstven primjer muzeja suvremenih drvenih skulptura na otvorenom u Hrvatskoj.

## Zaštita
Pod oznakom Z-3865 zavedena je kao nepokretno kulturno dobro – pojedinačno, pravnog statusa zaštićena kulturnog dobra, klasificirano kao "kulturno-povijesna cjelina".